# مارچین هیکنار
مارچین هیکنار (لهستانی: Marcin Hycnar؛ زادهٔ ۱۸ ژانویهٔ ۱۹۸۳) بازیگر، کارگردان فیلم، صداپیشه و استاد دانشگاه اهل لهستان است. وی از سال ۲۰۰۲ میلادی تاکنون مشغول فعالیت بوده‌است.
از فیلم‌ها یا برنامه‌های تلویزیونی که وی در آن نقش داشته‌است، می‌توان به کارگزار من، باغ لوئیز، گوش آقای رئیس، هتل ۵۲، دوران افتخار، رنگ‌های خوشبختی، ورای تخت جراحی، در خوشی و سختی، والسا: مرد امید و قانون حقیقی اشاره کرد.